# Iran do Espírito Santo
Iran Teófilo do Espírito Santo (Mococa, 1963) é um artista multimídia, pintor, desenhista, escultor e gravador brasileiro. Estudou na Fundação Armando Álvares Penteado, onde teve aulas com Nelson Leirner e Regina Silveira, aproximando-se de Ana Tavares e Mônica Nador. Em 1987, transferiu-se para Londres, tendo também vivido em Albuquerque, nos Estados Unidos e em Winnipeg, no Canadá, onde realizou sua primeira exposição individual. A obra de Espírito Santo fundamenta-se na problematização da representação visual e dos hábitos perceptivos do espectador. Em 2016, lançou um livro de retrospectiva de suas criações gráficas.